# 내부자 거래
내부자 거래는 특정 기업의 직무 또는 지위를 맡은 사람이 기업 내부 정보를 이용하여 자기 회사의 주식을 거래하는 행위이다. 이러한 거래로 부당이익을 취할 수 있기 때문에 대부분의 국가에서는 이를 범죄로서 처벌한다. 대한민국에서는 금융감독원이 이에 대한 단속활동을 하고 있다.

## 개요
계열사 사이에서 상품을 구입해 준다거나 인력을 제공하는 등 그룹 안에서의 거래 행위를 모두 일컫는다. 계열사끼리 꼭 필요한 거래를 성립할 수 있기 때문에 반드시 모든 내부거래를 위법 행위로 보지는 않는다. 그러나 비계열사에 비해 유리한 조건으로 지나치게 지원을 하면 공정한 거래를 가로막고 경쟁업체에 간접적으로 피해를 주는 문제점이 있다. 특히 거대한 인력과 자금 동원력을 갖고 있는 대기업이 내부거래를 할 경우 경쟁력 집중의 폐해를 낳을 수 있다. 이같은 행위를 공정거래위원회에서는 부당 내부거래로 규정, 사실상 위법행위로 취급하고 있다.

## 같이 보기
- 아다니 그룹
- 효율적 시장 가설
- 연방수사국